# Eifel-Ardennen-Radweg
De Eifel-Ardennen-Radweg (Eifel-Ardennenfietsroute) is een lange afstandsfietsroute in Duitsland. De route verbindt de Eifel en Ardennen met elkaar en zorgt voor een verbinding tussen de Prümtal-Radweg, de Nimstal-Radweg en de Vennbahn. Het traject is bewegwijzerd in twee richtingen. 

## Traject
De route volgt de loop van de Prüm tussen Prüm en Pronsfeld en loopt hier parallel met de Prümtal-Radweg. In Prüm kan ook aangesloten worden op de Nimstal-Radweg. Na Pronsfeld volgt de route grotendeels de loop van de Alfbach naar eindpunt Sankt Vith waar kan worden aangesloten op de Vennbahn richting Aken of Luxemburg. Ook kan in Sankt Vith worden aangesloten op de RV8b La Transwallonne Est.
In eindpunt Minden kan worden aangesloten op de Sauer-Radweg.

## Aansluitingen met andere LF- of icoonroutes
- In Prüm kan worden aangesloten op de Prümtal-Radweg en de Nimstal-Radweg.
- In Pronsfeld kan worden aangesloten op de Prümtal-Radweg.
- In Irrel kan worden aangesloten op de Nimstal-Radweg.
- In Minden kan worden aangesloten op de Sauer-Radweg.